# 아이린 리치

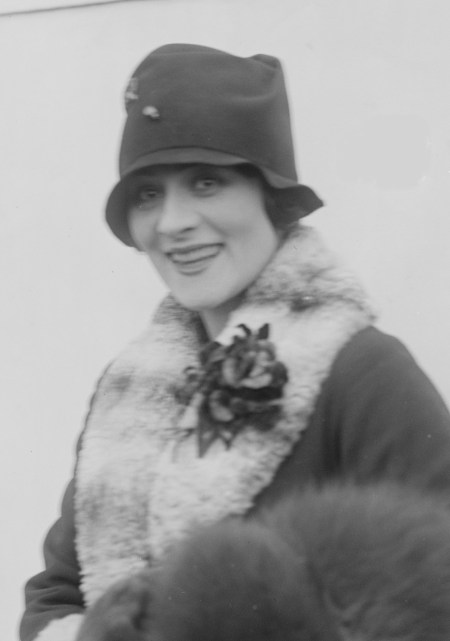

아이린 리치(Irene Rich, 1891년 10월 13일 ~ 1988년 4월 22일)는 미국의 연극 배우, 영화배우이다.
버펄로에서 태어났다.

## 영화
- 뉴올리언즈 (1947년)
- 천사와 악당 (1947년)
- 모탈 스톰 (1940년) - Mrs.로스 역
- 댓 서튼 에이지 (1938년)
- 허 매드 나이트 (1932년)
- 챔프 (1931년)
- 원더미어 부인의 부채 (1925년) - 얼린 부인 역
- 로시타 (1923년) - 여왕 역